# Héctor Villa Osorio
Héctor Villa Osorio (Manizales, 1 de mayo de 1926-Bogotá, 18 de agosto de 2012) fue un empresario colombiano, fundador del conglomerado farmacéutico Dromayor. Fue también el fundador de Club del Comercio en Pereira y en la década de los noventa fue un socio estratégico en proyectos de construcción como Torre Central, Uniplex y Unicentro Pereira

## Biografía
Hector Villa nació el 1 de mayo de 1926 y sus padres fallecieron cuando tenía 6 años. Dado a esta situación, es forzado a dejar la escuela para trabajar. Su primer trabajo formal fue como mensajero para una farmacia local. Allí empieza a aprender sobre la industria que el más adelante lideraría en el país. A la edad de 15 años viaja a la ciudad de Pereira donde  trabajo en otras farmacias atendiendo en el mostrador.
El 9 de abril de 1948, en el día del Bogotazo, funda la Farmacia Americana en donde era el único empleado. Trabaja allí durante 10 años viviendo y trabajando en la farmacia donde abre al público 24/7. En 1950 con las ganancias de la farmacia abre 3 más y en 1953 abre su primer centro de distribución, Drogas Caldas para suministrar productos en la región.
Luego abre el segundo Centro de distribución en Pereira llamó Depósito Central de Drogas, debido al acortamiento de mensajes de telégrafo el nombre de la empresa era siempre acortado a Dromayor, nombre que gusto mucho y fue adoptado comi el nombre de la compañía. Durante la siguiente década  expande el negocio a todas las ciudades principales y dedica 15 años para dirigir la red de 25 centros de distribución y más de 250 farmacias. Adicionalmente los depósitos atienden más de 10,000 farmacias independientes colombianas, La compañía tuvo 90% participación de mercado colombiano hasta los '90s cuándo la competición internacional llegó al país.
A comienzos de los años 2000 Dromayor tuvo varios intentos de internacionalizarse a través de una fusión con un conglomerado internacional y debido a varias crisis económicas internacionales esto no fue posible. Fue finalmente vendida por divisiones a compañías más pequeñas locales diferentes.
En 1983 la empresa creó dos laboratorios de producción farmacéutica, las plantas se llamaban Anglopharma y Ophalac. Se especializaban en genéricos y producían alrededor de 380 referencias de compuestos, estos laboratorios también exportaban al mercado peruano, panameño y ecuatoriano. Adicionalmente se involucró en el negocio de construcción a través de su inmobiliaria, en el negocio de distribución del licor y una compañía de seguros. También fundó el Club del Comercio de Pereira.

## Vida personal
Se casó con Ruby Trujllo de Villa, una prima hermana de César Gaviria Trujillo, presidente de Colombia y tuvieron 4 hijos.